# Pasadena (Texas)
Pasadena es una ciudad ubicada al sureste de Houston, perteneciente al Condado de Harris, Texas, dentro del área metropolitana de Houston-Sugar Land-Baytown. Es la segunda ciudad más grande del condado, la 15.º de Texas, y la 159.º de todo Estados Unidos, cerca de la ciudad con su mismo nombre, Pasadena (California), que es la 160º. Fue fundada en 1893 por John H. Burnett, procedente de Galveston. Su nombre fue inspirado por la exuberante vegetación de la zona, parecida a la de Pasadena (California), lugar del que había vuelto Burnett tras un viaje en el oeste. En el Censo de 2010 tenía una población de 149.043 habitantes y una densidad poblacional de 1.299,97 personas por km².
Según el censo estadounidense del año 2000, la población de la ciudad era de 141.674 habitantes. Dispone del departamento municipal de bomberos voluntarios más grande de todo Estados Unidos, el Pasadena Volunteer Fire Department. Su economía está conectada muy estrechamente al cercano Houston Ship Channel, en el zona portuaria de la ciudad, y sus respectivos distritos industriales. También se incluye el Centro espacial Lyndon B. Johnson de la NASA, junto a la vecina área de Clear Lake.

## Historia
Se cree que los primeros habitantes de la zona habrían sido los caníbales indios Karankawa, que se asentaban a lo largo de las costas del Golfo de México.

### Nacimiento de Texas
Pasadena está cerca de la localización donde tuvo lugar la batalla final de la Revolución de Texas, que ocurrió el 21 de abril de 1836. El general mexicano Antonio López de Santa Anna fue capturado en el pantano de Vince. Un monumento dedicado a esta batalla, conocido como Monumento de San Jacinto, se encuentra en las afueras de la ciudad, cerca del canal de navegación. Como este fue el último conflicto que llevó a los mexicanos a rendirse, Pasadena y su área vecina de Deer Park son conocidos como los lugares de nacimiento de Texas. El Condado de Washington comparte la imposición de este título, ya que fue ahí donde se firmó la Declaración de Independencia de Texas.

### El Rancho Allen
Un enorme rancho ocupó la zona actual donde se encuentra la parte oeste de Pasadena, en el camino que llevaba hasta Harrisburg, Texas. En 1888, el Rancho Allen contaba con 15.000 acres (60 km²) en el Condado de Harris, 10 000 acres (40 km²) en el Condado de Brazonia, junto con tierras de pastos en los condados de Galveston y Fort Bend. Sam Allen había comenzado la construcción de su rancho 45 años antes con 350 acres (1,4 km²). Cuando tenía 62 años, sufrió una insolación que acabó con su vida, siendo enterrado no muy lejos de Harrisburg en 1888.

### La valla de 19 millas
El ferrocarril de Galveston, Harrisburg y Houston atravesaba el Rancho Allen. Había un problema con el ganado vacuno, que moría frecuentemente en las vías del tren, y para resolverlo, Sam Allen construyó en 1875 un valla de 19 millas (31 km) a lo largo del lado este de las vías del ferrocarril,  para mantener a distancia al ganado del peligro de atropellamientos. La valla o cerca iba desde Harrisburg hasta Leage City, y estaba dividida en 4 líneas de valla, con un pasillo entre ellas lo suficientemente grande como para caminar. Se colocó una entrada que daba a la carretera Harrisburg-Lynchburg, con un enorme cartel sobre ella, dando instrucciones de que debería mantenerse cerrada todo el tiempo. La zona este de la valla atravesaba
el pantano Buffalo y llegaba hasta el pantano Sims, haciendo un recorrido que alcanzaba hasta la Bahía de Galveston. Contenía 100.000 acres (400 km²) de tierras de pastos para el ganado.

### Primeros asentamientos

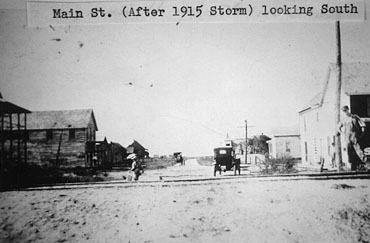
Centro de Pasadena tras el huracán de 1915.

A lo largo del pantano Buffalo había algunas pequeñas colonias como Lynchburg, Clinton, Morgans Point, La Porte, y otras ciudades más grandes, como Harrisburg y Houston. Muchos otros intentos en la creación de nuevas ciudades en el mismo lugar donde se encuentra hoy día Pasadena fracasaron, teniendo una vida corta, para ser más tarde abandonadas, sin haber echado raíces. Entre ellas se incluían Germantown (más tarde conocida como Frostown), Hamilton, que intentó traer nuevos residentes de Harrisburg, San Jacinto, fundada en medio del recorrido del ferry de Lynchburg, y Lousville, en la desembocadura del riachuelo por donde navegaba este mismo ferry.
Un extenso solar, llamado Buffaloe, y localizado en la desembocadura del pantano Vince fue propuesto por Merriweather Woodson Smith el 8 de julio de 1837 como un buen lugar para iniciar un nuevo asentamiento. Compró 2.222 acres (8,99 km²) al dueño del solar, William Vince, pero ninguna de las parcelas fue vendida.
En 1892 el coronel John H. Burnett de Galveston fundó un pequeño pueblo sin nombre junto al pantano Vince, justo al este del Rancho Allen. Burnett estaba en ese momento envuelto en el negocio de la construcción y promoción de vías de ferrocarril, y conocía su efecto en el valor del terreno. La tierra se vendió en 10 acres por parcela. También estableció los asentamientos de Deepwater y Genoa, más tarde incorporadas a Pasadena y Houston respectivamente.

### Nombre de la ciudad
Mucho se ha especulado acerca de la verdadera historia sobre cómo la ciudad de Pasadena, Texas, recibió este nombre. Se ha dicho desde distintas fuentes que la palabra "Pasadena" proviene del antiguo español para "tierra de flores". Hay también historias relacionadas con la ciudad de Pasadena, California; Su fundador, el Dr. Thomas Elliot, que estaba buscando un nuevo nombre para su ciudad del sur de California, había contactado con un misionero de origen indio amigo suyo en Míchigan, que había trabajado con indios Chippewa de Minnesota. Elliot le encargó cuatro traducciones de nombres al idioma aborigen: "Corona del valle", "Llave del valle", "Valle del Valle" y "Cumbre del valle". Se incluyó una nueva traducción "Sombrero del valle" ("Weo-quan pa-sa-de-na"). El resto de todas las traducciones terminaban en "pa-sa-de-na" ("del valle"). Se propuso una votación, y debido a su fácil pronunciación en inglés, se eligió como nombre Pasadena. Después de que el nombre fuera oficial, Burnett, que había estado de viaje en la zona, decidió que el área del pantano Vince era muy similar al de la ciudad californiana, así que nombró a la nueva ciudad de Texas con el mismo nombre.

## Geografía
Pasadena se encuentra ubicada en las coordenadas 29°39′30″N 95°9′2″O / 29.65833, -95.15056. Según la Oficina del Censo de los Estados Unidos, Pasadena tiene una superficie total de 114.65 km², de la cual 110.75 km² corresponden a tierra firme y (3.4%) 3.9 km² es agua. La ciudad bordea el Houston Ship Channel (Pantano Buffalo/Río San Jacinto) por el norte. La parte más al sudeste está enfrente de la Bahía de Galveston.

### Clima
El clima de Pasadena es el mismo que su vecino Houston. Calientes y húmedos veranos con inviernos templados, típicos del sur de los Estados Unidos 
| Mes                       | Ene     | Feb     | Mar     | Abr     | May     | Jun     | Jul     | Ago     | Sep     | Oct     | Nov     | Dec     | Anual   |
| ------------------------- | ------- | ------- | ------- | ------- | ------- | ------- | ------- | ------- | ------- | ------- | ------- | ------- | ------- |
| Temperatura media °C (°F) | 11 (51) | 13 (55) | 16 (60) | 20 (68) | 24 (75) | 27 (80) | 28 (82) | 28 (82) | 26 (78) | 21 (69) | 16 (60) | 12 (53) | 20 (68) |
| Promedio alto °C (°F)     | 16 (60) | 18 (64) | 21 (69) | 25 (77) | 28 (82) | 31 (87) | 33 (91) | 33 (91) | 31 (87) | 27 (80) | 21 (69) | 18 (68) | 25 (77) |
| Promedio bajo °C (°F)     | 6 (42)  | 8 (46)  | 10 (50) | 16 (60) | 19 (66) | 22 (71) | 23 (73) | 23 (73) | 21 (69) | 15 (59) | 10 (50) | 7 (44)  | 15 (59) |
| Precipitaciones (cm)      | 7,4     | 10,5    | 5,4     | 9,3     | 10,6    | 11,4    | 9,4     | 9,9     | 11,5    | 9       | 8,8     | 9,7     | 112,9   |
| Fuente:                   |         |         |         |         |         |         |         |         |         |         |         |         |         |

### Transporte
Pasadena posee 3 autopistas diferentes. La 45 Interestatal es la autopista interestatal más cercana a los límites de Pasadena. La mayor arteria del tráfico de la ciudad es su autopista principal, la Pasadena Freeway (Texas 225). El lado este de la autopista Sam Houston Tollway (Beltway 8) atraviesa la parte este de la ciudad.
La División de Servicios de Tránsito del Condado de Harris gestiona servicios de transporte.

## Demografía
Según el censo de 2010, había 149.043 personas residiendo en Pasadena. La densidad de población era de 1.299,97 hab./km². De los 149.043 habitantes, Pasadena estaba compuesto por el 75.32% blancos, el 2.34% eran afroamericanos, el 0.74% eran amerindios, el 2.11% eran asiáticos, el 0.06% eran isleños del Pacífico, el 16.49% eran de otras razas y el 2.94% pertenecían a dos o más razas. Del total de la población el 62.19% eran hispanos o latinos de cualquier raza.
En el censo de 2000 la media de ingresos por cada hogar de la ciudad rondaba los 38.522 dólares, y los de una familia, unos 42.541 dólares. Los hombres tenían una media de ingresos de 34.330 dólares frente a los 25.869 dólares de las mujeres. La renta per cápita de Pasadena era de 16.301 dólares. Alrededor del 13,2 % de las familias y el 16,0 % de la población en general estaban por debajo de la línea de pobreza, incluyendo un 20,8 % quienes tienen 18 años o menos y un 10,5 % con o por encima de los 65 años.

## Cultura
La ciudad tiene algunos museos, incluyendo el Pasadena Historical Museum Archivado el 22 de diciembre de 2007 en Wayback Machine., el Bay Area Museum, y el Centro Natural del Pantano Armand. Pasadena también cuenta con un pequeño teatro comunitario (Pasadena Little Theatre), un enorme rodeo cada año (Pasadena Livestock Show & Rodeo), y una orquesta, The Pasadena Philharmonic (La Filarmónica de Pasadena). El periódico de la ciudad es el Pasadena Citizen
Debido a su ubicación, cercana a las grandes agrupaciones de refinerías, conectadas al canal de navegación (que ayuda al complejo petroquímico de Houston a ser uno de los más grandes de Estados Unidos), Pasadena ha sido bautizada por algunos habitantes con el apodo de "Stinkadena" ("Pestedena").
Otra causa de este sobrenombre podría ser la enorme planta de tratamiento de residuos localizada a lo largo de la autopista 225 que conecta Houston con Pasadena. Otro apodo, "Pasa-get-down-dena" ("Pasa-agáchate-dena"), fue impuesto hacia mediados de los 80 por un DJ locutor de radio llamado Moby, en su programa Moby in the morning, desde su estación de radio 97 Rock. Al menos dos canciones de country han sido grabadas con "Pasa-get-down-dena" como título: una interpretada por Kenefick en su álbum "Hard Road" y John Evans en su disco "Biggest Fool In Town" 

### Gilley's y Urban Cowboy
Pasadena pasó a la historia del cine cuando John Travolta, Debra Winger y otros fueron a la ciudad a rodar la película de 1980, Urban Cowboy, la cual describía la vida y el amor entre jóvenes en Pasadena. La película se centraba alrededor del enorme bar de carretera Gilley's, que era regido también por la estrella de la música country Mickey Gilley. En 1989 Gilley's sufrió un incendio intencionado que destrozó el interior, pero la estructura del edificio se mantuvo en pie hasta el 2006 cuando fue demolida por el "Pasadena Independent School District", su actual dueño. Sólo se mantiene el viejo estudio de grabación. El viejo cartel con el logo del bar fue trasladado al "Cowboy Ranch", un restaurante local que ya no sigue en marcha. Después del cierre del restaurante el cartel fue subastado en la web de eBay. Gilley sigue teniendo su casa en Pasadena

### Strawberry Festival
El Huracán de Galveston del año 1900 hizo que mucha gente se trasladase a Pasadena. Clara Barton de la Cruz Roja Americana compró 1,5 millones de semillas de fresones y las envió a Pasadena para ayudar a las víctimas de la inundación a volver a la normalidad. En la década de los 30 esas plantas habían florecido tanto que Pasadena reclamó el título de "Strawberry Capital of the World" (Capital del Mundo de las Fresas.) En su esplendor los cultivadores de fresas enviaban no menos de 28 vagones de tren llenos de fresas al día. Para honrar este pasado, la ciudad continúa manteniendo anualmente el "Strawberry Festival" (Festival de la Fresa) y hoy en día Strawberry Road serpentea por gran parte de la ciudad donde los viejos fresones crecieron.

## Educación

### Facultades y universidades
Algunos centros de educación superior son:
- Universidad de Houston–Clear Lake (Estando parte en Pasadena y parte en Houston)
- San Jacinto College (Campus central y oficina central del sistema) cuyo sistema comunitario sirve a todo el distrito de Pasadena y parte de otros distritos escolares
- Texas Chiropractic College. Fundado en 1908, Texas Chiropractic College (TCC) es la cuarta escuela quiropráctica más antigua del país y reconocida como una de las mejores. TCC está acreditada como una institución de concesión de grado doctoral de Nivel V por la Southern Association of Colleges and Schools. Comparte esta distinción con otras prestigiosas universidades de medicina tales como Baylor College of Medicine y el UT Medical Branch de Galveston. TCC ha mantenido una acreditación continua desde 1971 y disfruta de una estable y segura condición financiera generando anualmente un excedente operacional. Su innovador Programa de Rotación Hospitalaria es pionero en el campo de la medicina. Este programa provee a los internos la oportunidad de desplazarse a casi 30 hospitales y clínicas localizadas a lo largo de toda el área metropolitana de Houston, incluyendo el Texas Medical Center de renombre internacional.

### Educación Primaria y Secundaria
La mayor parte de la ciudad de Pasadena está regida por el Distrito Escolar Independiente de Pasadena. Parte de la zona oriental está regida por el Distrito Escolar Independiente de Deer Park mientras que parte de la zona meridional esta servido por Distrito Escolar Independiente Clear Creek y por Distrito Escolar Independiente de La Porte.

### Bibliotecas públicas
Pasadena posee la Pasadena Public Library. Además los residentes de Pasadena pueden disfrutar de la Biblioteca Pública del Condado de Harris, la más cercana situada en el South Houston Library en la Ciudad de South Houston.

## Servicio Postal
El Servicio Postal de los Estados Unidos opera en la ciudad de Pasadena con cuatro oficinas de correo:
- Pasadena Post Office en el 1199 Pasadena Boulevard, 77501-9998
- John Foster Post Office en el 1520 Richey Street, 77502-9998
- Bob Harris Post Office en el 102 North Munger Street, 77506-9998
- Debert L. Atkinson Post Office en el 6100 Spencer Highway, 77505-9998

## Residentes famosos
- Bo Brinkman - Actor, productor, escritor, director (casado con Melissa Gilbert entre 1988 y 1992)
- LeeAnne Locken - Finalista del concurso Miss y actriz
- Mickey Gilley - Cantante de country
- Ronald Clark O'Bryan - asesino apodado "The Candyman"
- RJ Helton - Cantante
- Chris Sampson - Pitcher, del equipo de béisbol Houston Astros

## Parques y centros comunitarios
El Condado de Harris opera con dos centros comunitarios en Pasadena:
- East Harris County Activity Center
- Bay Area Community Center

También hay:
- El Centro Natural de Armand Bayou (Armand Bayou Nature Center)
- Burke/Crenshaw Park
- East Southmore Park
- Memorial Park
- Strawberry Park

## Servicios a la comunidad
El Harris County Hospital District gestiona el Strawberry Health Center en Pasadena.

## Información de la comunidad
El San Jacinto Branch YMCA está localizado en Pasadena.